# Tuyến 8 (Đường sắt đô thị Hà Nội)
Tuyến 8: Sơn Đồng – Dương Xá (tên đầy đủ: Sơn Đồng – Mai Dịch – Vành đai 3 – Lĩnh Nam – Dương Xá) là tuyến đường sắt đô thị đã hoàn thành nghiên cứu tiền khả thi và đang chờ phê duyệt ở Hà Nội. Tuyến được phân thành 2 kỳ đầu tư với tổng chiều dài dự kiến là 39,25km bao gồm 26 nhà ga và 2 depot.
- Giai đoạn 1: Sơn Đồng – Mai Dịch dài 12,65km gồm 10 ga trên cao và 1 depot.
- Giai đoạn 2: Mai Dịch – Vành đai 3 – Dương Xá dài 26,6km gồm 12 ga ngầm, 4 ga trên cao và 1 depot.

Hướng tuyến bắt đầu từ khu Việt Hưng tại phía Tây Hà Nội, đi dọc theo đường Vành đai 3 và kết thúc tại huyện Gia Lâm. Khi đi vào hoạt động, tuyến sẽ giúp kết nối các khu đô thị mới; giảm thiểu lưu lượng xe cá nhân; giảm ô nhiễm không khí, tiếng ồn và kết nối hiệu quả với các tuyến metro khác trong thành phố nhằm tạo nên một mạng lưới hoàn chỉnh. Việc xây dựng Tuyến metro số 8 là một dự án quan trọng được hỗ trợ bởi Hàn Quốc. Dự án sẽ áp dụng những kinh nghiệm, công nghệ tiên tiến liên quan đến đường sắt đô thị của Hàn Quốc để hỗ trợ phát triển đường sắt tại Việt Nam. 
Khi bắt đầu khai thác, Tuyến 8 dự kiến vận chuyển khoảng 370.000 người mỗi ngày. Con số này được kì vọng sẽ tăng lên hơn 860.000 người/ngày khi mạng lưới metro của thành phố được hoàn thiện vào năm 2050.  
Báo cáo nghiên cứu tiền khả thi được lập vào năm 2018 và hoàn thành trong năm 2021 bằng kinh phí hỗ trợ bởi Cơ quan hợp tác quốc tế Hàn Quốc (KOICA), các hình thức đầu tư PPP, BLT hoặc sử dụng vốn vay ODA từ chính phủ Hàn Quốc vẫn đang được xem xét. Tổng chi phí thực hiện dự án ước tính khoảng 137.000 tỷ đồng, tương đương với 5,944 tỷ USD. Chủ đầu tư dự án là Ban quản lý Đường sắt đô thị Hà Nội (MRB).

## Tổng quan thiết kế
Tổng chiều dài toàn tuyến là 39,25km đường đôi, bao gồm 21,85km đi trên cao và 17,4km đi ngầm. Tổng số nhà ga của tuyến là 26 với 14 ga trên cao và 12 ga ngầm kết nối các quận huyện Hoài Đức, Cầu Giấy, Thanh Xuân, Hoàng Mai và Gia Lâm. 

## Đầu máy toa xe
Tuyến sẽ vận hành các đoàn tàu điện (EMU) động lực phân tán tiếp điện qua ray thứ ba công suất 750V DC. Giai đoạn 2031 – 2044, tuyến dự kiến khai thác 34 đoàn tàu 4 toa, trong đó có 4 đoàn tàu dự phòng. Giai đoạn sau năm 2045 sẽ là 39 đoàn tàu 6 toa, bao gồm 5 đoàn tàu dự phòng. Mỗi đoàn tàu 4 toa có sức chứa từ 624 – 936 hành khách. Tốc độ thiết kế 80km/h cho cả đoạn trên cao và ngầm. Tuyến sẽ sử dụng thông tin tín hiệu điều khiển CBTC, khổ đường ray là khổ 1,435mm (khổ tiêu chuẩn).

## Nhà ga

### Đoạn trên cao
Đoạn trên cao của tuyến được kết nối bằng 16,879km cầu cạn kết cấu dầm hộp rỗng, trong đó bao gồm 1 cầu vượt sông Hồng. 14 nhà ga trên cao được thiết kế hài hòa với cảnh quan xung quanh, phù hợp với điều kiện khí hậu và môi trường của Hà Nôi. 

### Đoạn ngầm
Toàn tuyến ngầm có tổng chiều dài là 24,03km, với 22,402km ống hầm đơn và 1,628km hầm đôi. Các ống hầm chạy theo đường Vành đai 3 với 12 nhà ga ngầm trên tuyến. Cấu trúc cửa ra vào các ga ngầm được thiết kế làm bằng kính và các tấm chắn nhằm thể hiện hình ảnh tối giản, có thể ngăn ánh sáng mặt trời trực tiếp. 
Đoạn ngầm của tuyến sẽ được thi công bằng máy đào hầm TBM tối ưu và phù hợp với đặc điểm địa chất của Hà Nội, không gây tác động đến các công trình trên mặt đất. 

### Trung chuyển
Dọc tuyến được quy hoạch 10 ga trung chuyển kết nối các Tuyến 1, Tuyến 2, Tuyến 2A, Tuyến 3, Tuyến 4, Tuyến 5, Tuyến 6 và Tuyến 7 giúp liên kết hiệu quả với các tuyến đường sắt đô thị khác và tăng sự thuận tiện trong di chuyển cho hành khách. 

## Depot
Tuyến 8 được quy hoạch 2 depot nằm ở đầu và cuối tuyến:
- Depot số 1 sẽ được đặt tại xã Sơn Đồng, huyện Hoài Đức có diện tích 9ha.
- Depot số 2 được lên kế hoạch xây dựng ở xã Phú Thị và Đặng Xá, huyện Gia Lâm có diện tích 18ha.

## Thi công
Hiện nay dự án mới hoàn thành lập báo cáo nghiên cứu tiền khả thi nhưng chưa được Thành phố, Chính phủ hay Quốc hội phê duyệt. Các phương án đầu tư vẫn đang được lựa chọn và chưa có chuyển biến nào trên thực địa được tiến hành, bao gồm giải phóng mặt bằng. Theo đề án của MRB và mục tiêu hoàn thành mạng lưới metro của UBND TP Hà Nội, Tuyến metro số 8 dự kiến được đầu tư khởi công năm 2030 và hoàn thành năm 2035.